# Fabinho Soldado
Fábio de Jesus (Nova Iguaçu, 16 de outubro de 1976), mais conhecido como Fabinho Soldado, é um ex-futebolista brasileiro que atuava como volante. Atualmente é o executivo de futebol do Corinthians.
Conhecido pela sua raça e notória liderança dentro de campo, características que fizeram com que ele se tornasse um atleta de confiança da maioria dos treinadores com quem trabalhou (Abel Braga, Vanderlei Luxemburgo, Nelsinho Baptista, Parreira, Renato Gaúcho entre outros). Fabinho possuía um bom senso de posicionamento, boa velocidade e bons fundamentos técnicos nos passes curtos e longos. 
Seus principais títulos são a Copa Libertadores da América de 2006 e a Copa do Mundo de Clubes da FIFA de 2006, pelo Sport Club Internacional, além da Copa do Brasil de 2007 pelo Fluminense.

## Carreira

### Como jogador
Fabinho passou por várias equipes no Brasil e duas equipes do futebol japonês, tendo conquistado o título mais importante de sua carreira no Sport Club Internacional, onde se sagrou campeão da Copa do Mundo de Clubes da FIFA de 2006.
Foi titular na conquista da Copa do Brasil de 2007 e participou do elenco vice-campeão da Copa Libertadores da América de 2008 jogando pelo Fluminense. Deixou o clube em 2009 ao fim de seu contrato.

### Como executivo
Após pendurar as chuteiras, foi anunciado como novo gerente de futebol do Bonsucesso. Depois de conseguir um bom desempenho no Bonsuça, foi anunciado como novo executivo de futebol do Bangu. Após um desempenho ruim no Campeonato Carioca, deixou o clube ainda em 2013. Após passagens por Anápolis e Tupi, foi anunciado como gerente de scout no Flamengo em 2017. Quatro anos depois, em 2021, foi nomeado gerente de futebol do rubro-negro carioca pelo presidente Rodolfo Landim. Após um bom desempenho no Flamengo, deixou o clube no final de janeiro de 2024, assinando contrato como executivo de futebol do Corinthians.

## Títulos

### Como jogador
Santos
- Campeonato Brasileiro: 2004

Internacional
- Copa Libertadores da América: 2006
- Copa do Mundo de Clubes da FIFA: 2006

Fluminense
- Copa do Brasil: 2007

### Como executivo
Bonsucesso
- Campeonato Carioca - Série A2: 2011

Flamengo
- Campeonato Carioca: 2017, 2019, 2020 e 2021
- Taça Guanabara: 2018, 2020 e 2021
- Taça Rio: 2019
- Campeonato Brasileiro: 2019 e 2020
- Copa Libertadores da América: 2019 e 2022
- Supercopa do Brasil: 2020 e 2021
- Recopa Sul-Americana: 2020
- Copa do Brasil: 2022

Corinthians
- Campeonato Paulista: 2025